# Alfafara
Alfafara község Spanyolországban, Alicante tartományban. Lakosainak száma 413 fő (2024). Alfafara Agres, Agullent, Bocairent és Ontinyent községekkel határos.

## Népesség
A település lakosságának változását az alábbi diagram mutatja:
| Lakosok száma | 389  | 426  | 422  | 413  | 424  | 418  | 399  | 410  | 408  | 413  |
|               | 2001 | 2004 | 2006 | 2009 | 2011 | 2014 | 2016 | 2019 | 2021 | 2024 |